# Giampaolo Ambrosi
Giampaolo Ambrosi (ur. 28 lipca 1940 w Pergine Valsugana) – włoski saneczkarz, złoty medalista mistrzostw świata.

## Kariera
Największy sukces w karierze osiągnął w 1962 roku, kiedy w parze z Giovannim Graberem zdobył złoty medal w dwójkach podczas mistrzostw świata w Krynicy. Był to jednak jedyny medal wywalczony przez niego na międzynarodowej imprezie tej rangi. Był też między innymi ósmy w dwójkach na mistrzostwach świata w Davos w 1957 roku. W 1964 roku wystąpił na igrzyskach olimpijskich w Innsbrucku, gdzie zajął piętnaste miejsce w jedynkach, a w parze z Graberem był piąty w dwójkach.